# Eupithecia reikjavikaria
Eupithecia reikjavikaria là một loài bướm đêm trong họ Geometridae.